# فرودگاه فرانسیس اس. گبرسکی
فرودگاه فرانسیس اس. گبرسکی (به انگلیسی: Francis S. Gabreski Airport) یک فرودگاه همگانی و نظامی بهره‌برداری هوایی با کد یاتا FOK است که یک باند فرود آسفالت و بتن دارد و طول باند آن ۲۷۴۳ متر است. این فرودگاه در کشور ایالات متحده آمریکا قرار دارد و در ارتفاع ۲۰ متری از سطح دریا واقع شده است.

## نگارخانه

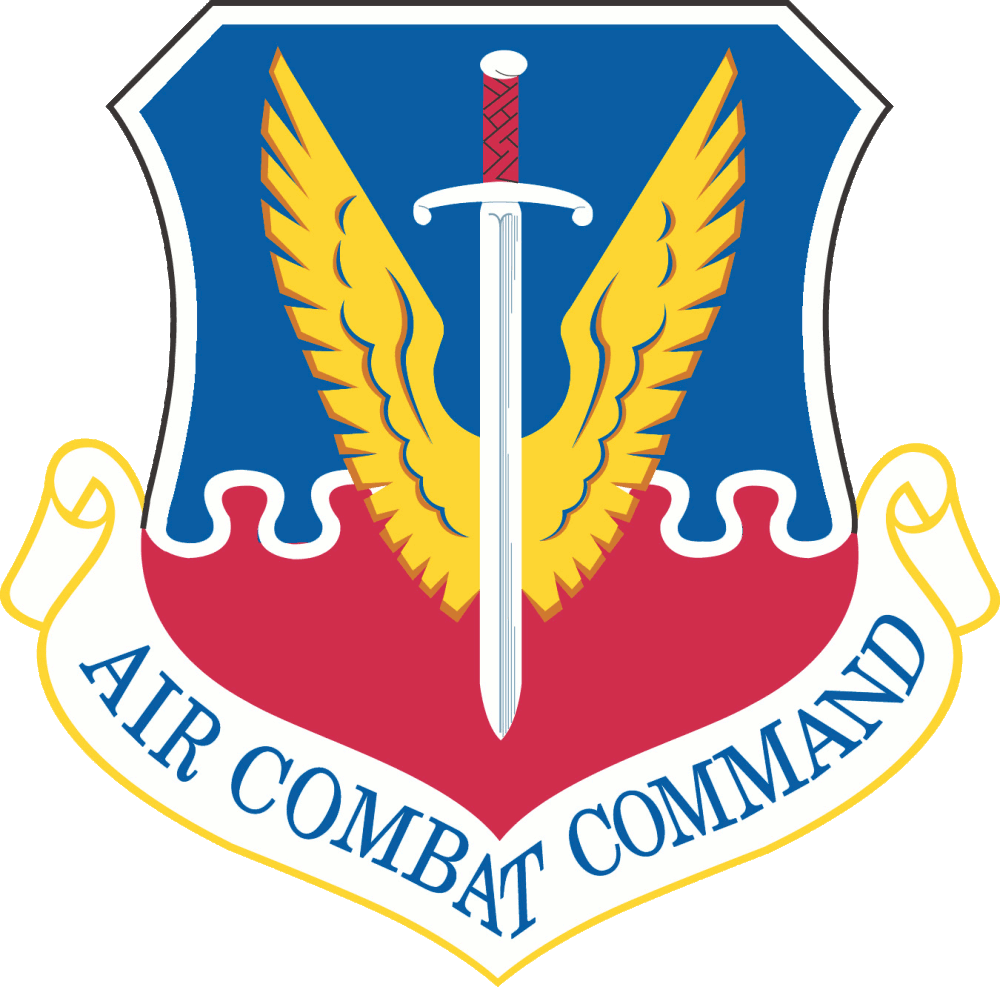